# HSBC
HSBC (anglais : Hong Kong & Shanghai Banking Corporation ; chinois traditionnel : 香港上海滙豐銀行 ; chinois simplifié : 香港上海汇丰银行) est un groupe bancaire international britannique présent dans 84 pays et territoires et rassemblant 60 millions de clients. Son siège social se trouve à Londres dans le quartier d'affaires de Canary Wharf.
Son histoire remonte à la The Hongkong and Shanghai Banking Corporation, une banque fondée à Hong Kong par l'Écossais Thomas Sutherland pour financer le commerce dans l'Extrême-Orient en 1865 et, à l'origine, le trafic d'opium. La banque était basée à Hong Kong jusqu'au transfert de son siège social à Londres en 1993 (par anticipation de la rétrocession de ce territoire à la république populaire de Chine en 1997). Elle fut un temps[Quand ?] le quatrième groupe bancaire dans le monde après Citigroup, Bank of America et la Banque industrielle et commerciale de Chine. Elle est, selon le Forbes Global 2000 la sixième entreprise mondiale et l'une des 29 banques systémiques en 2014. En 2015, elle compte 266 000 employés. HSBC continue de considérer le Royaume-Uni et Hong Kong comme ses « home markets » (« marchés domestiques »).
Le 25 septembre 2009, le groupe annonce que son directeur général s'installera à Hong Kong le 1er février 2010. Le siège social reste toutefois à Londres.
Banque à l'histoire particulièrement sulfureuse, HSBC a régulièrement été impliquée dans divers scandales politico-financiers (évasion fiscale massive, financement du terrorisme, déforestation, blanchiment d'argent issu du trafic de drogue, etc.), et a fait l'objet de nombreuses condamnations ou procès encore en cours, par exemple au Mexique où elle finançait les cartels de la drogue.
Le 19 juin 2021, HSBC annonce céder sa banque de détail en France au profit de My Money Group filiale du fonds vautour américain Cerberus Capital Management. Après deux ans de tractations, soit le 1er janvier 2024, la vente est finalisée.

## Histoire

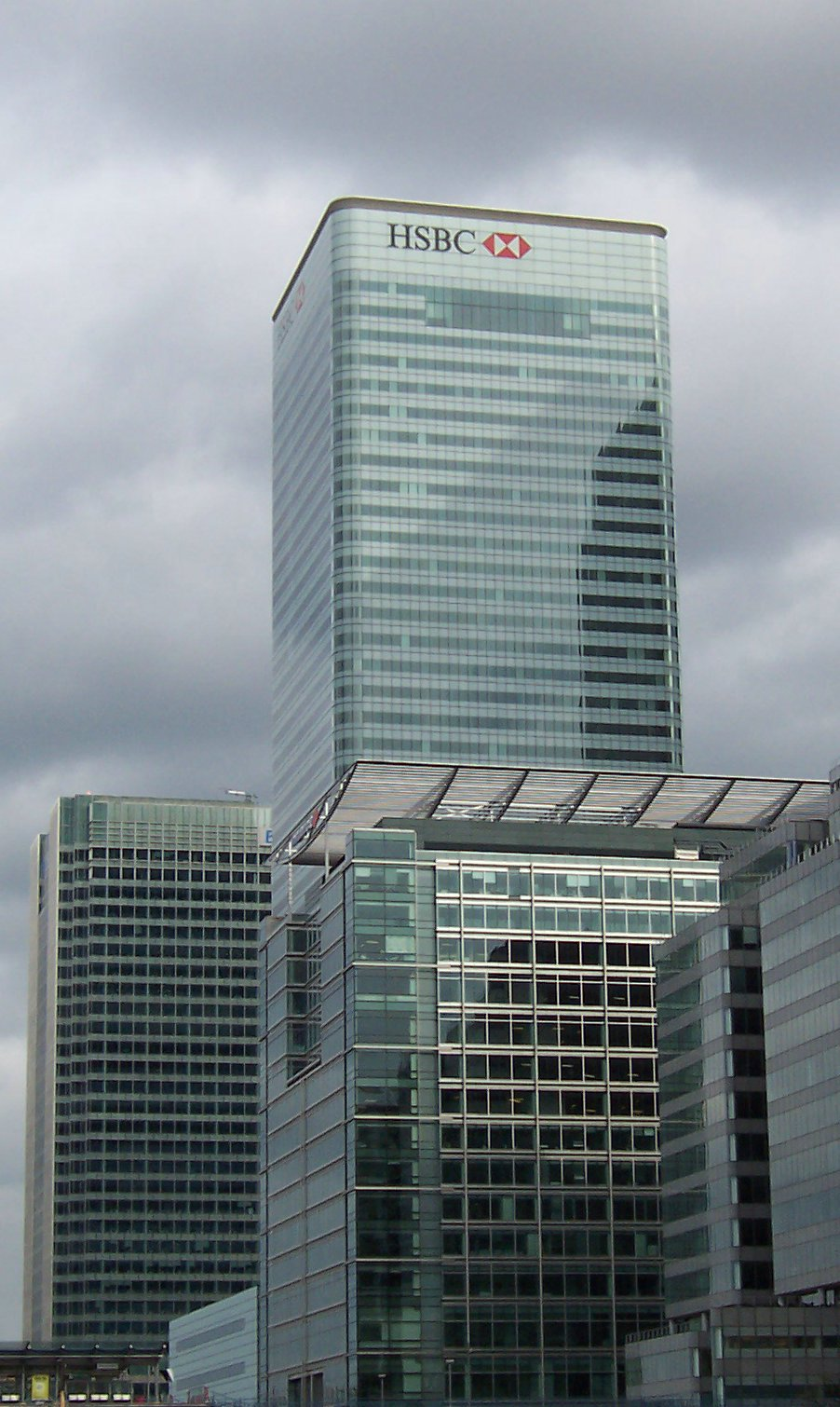
La Tour HSBC à Londres, siège social depuis 1993.

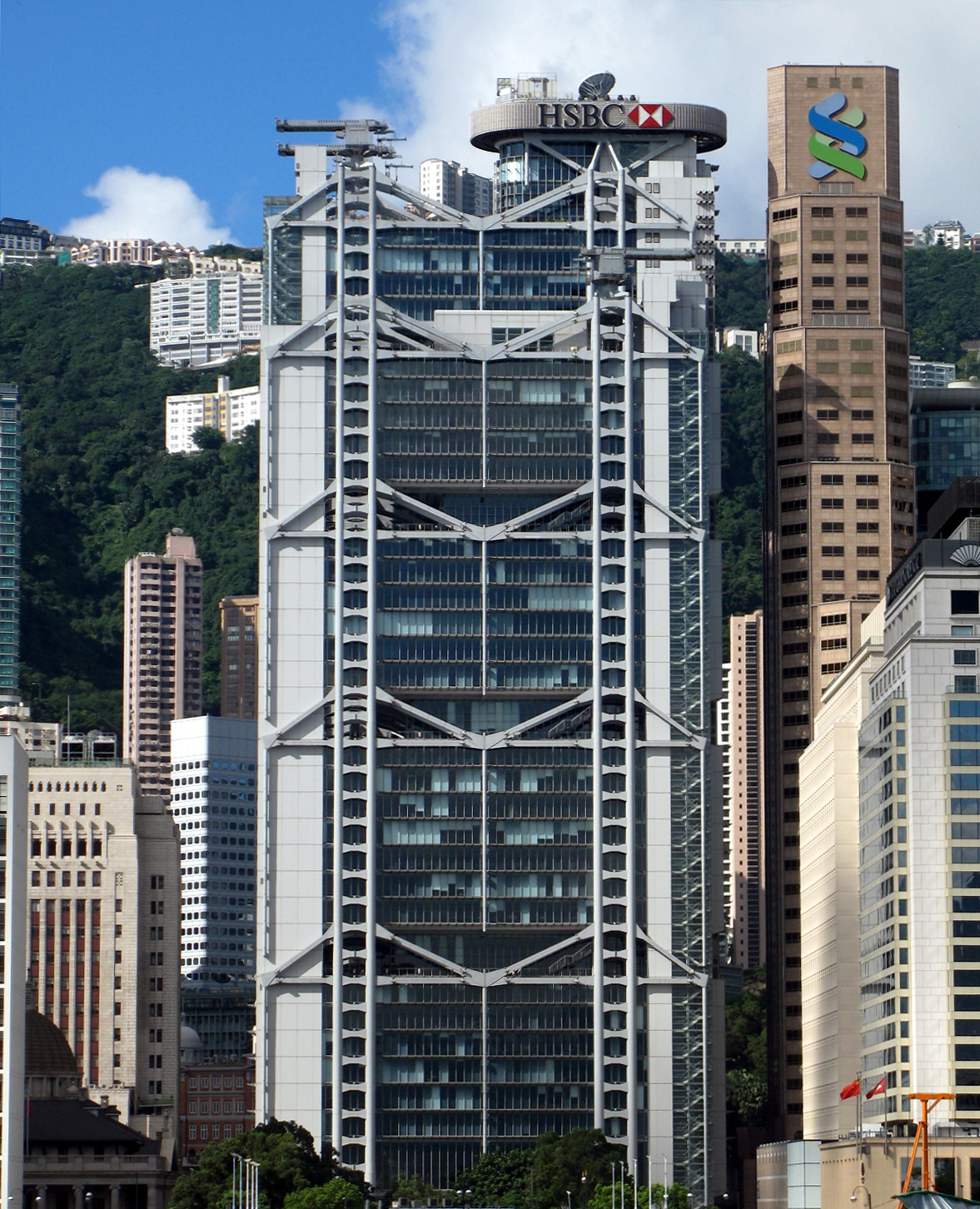
Le précédent siège social de la HSBC à Hong Kong, conçu par Norman Foster.

En 1865, The Hongkong and Shanghai Banking Corporation est fondée par des entrepreneurs britanniques de Hong Kong, notamment l’écossais Thomas Sutherland, pour financer les échanges entre l'Europe, l'Inde et la Chine, en particulier, la soie et l'opium indien revendu en Chine, à la suite de la victoire britannique dans les guerres de l’opium et la fondation de l'Empire britannique des Indes.
En 1900, HSBC est une institution en Asie, dont le siège est basé à Hong Kong.
En 1920, HSBC s'installe à Bangkok, à Manille et à Shanghai.
Entre 1980 et 1997, HSBC s'implante aux États-Unis et en Europe. Le conglomérat applique une stratégie de croissance externe en rachetant ses concurrents (Marine Midland Bank (en), Midland Bank),.
En 1985, un nouveau siège à Hong Kong est inauguré, il a été conçu par l'architecte Norman Foster. En 1993, le siège social de Hong Kong est transféré à Londres, avant la rétrocession du territoire à la république populaire de Chine en 1997,.
En 2000, HSBC acquiert le Crédit commercial de France (CCF). Le 9 novembre 2005, le CCF et certaines de ses filiales (Banque Hervet, Banque de Baecque Beau, Banque de Picardie et UBP) changent leurs marques pour apparaître sous la marque HSBC. Au cours du 1er semestre 2008, HSBC revend aux Banques populaires ses sept banques régionales n'apparaissant pas sous la marque HSBC : SMC, Banque de Savoie, Chaix, Marze, Dupuy de Parseval, Pelletier et CCSO. Le 1er août 2005, l'ex-CCF, la Banque Hervet, la Banque de Baecque Beau, l'UBP et la Banque de Picardie fusionnent juridiquement sous le nom de HSBC France . Les fusions opérationnelles sont réalisées jusqu'au 31 juillet 2009. Le 17 novembre, la fusion opérationnelle de la Banque Hervet et de la Banque de Baecque Beau est effective.
En 2006, HSBC publie un bénéfice avant impôts en hausse de 5 % au titre de 2006, un résultat record, mais légèrement inférieur aux attentes du marché en raison d'une importante provision passée pour ses créances douteuses. Le bénéfice imposable du premier groupe bancaire européen a atteint 22,1 milliards de livres sterling (32,3 milliards d'euros), contre 21 milliards de livres en 2005. Le montant provisionné pour les créances douteuses a atteint 10,57 milliards de livres, soit 36 % de plus qu'en 2005. La direction du groupe a justifié cette somme par les difficultés qu'il rencontre actuellement sur certains prêts octroyés aux États-Unis. Les charges d’exploitation ont augmenté de 4 039 millions de dollars (14 %) par rapport à 2005, pour atteindre 33 553 millions de dollars. À taux de change et périmètre constants, les charges d’exploitation ont enregistré une progression de 11 %. Le coefficient d’exploitation de HSBC s’établit à 51,3 %, contre 51,2 % en 2005.
Le 8 février 2007, HSBC est la première banque européenne à lancer un "profit warning" comme conséquence de provisions nettement accrues sur les opérations de crédit immobilier aux États-Unis (subprimes) mais Stephen Green, le président restait encore optimiste. L'avenir lui donnera tort puisque le bénéfice de 2008 chuta de 70 % (5,7 milliards de US$ en 2008 contre 19,1 milliards en 2007).
Le 3 août 2008, HSBC a commencé ses activités de banque en Algérie avec l’ouverture d’une succursale à Alger,.
Le 25 septembre 2009, le groupe annonce que son directeur général s'installera à Hong Kong le 1er février 2010. Le siège social restera toutefois à Londres.
En 2011, la banque annonce la suppression de 10 % de ses effectifs dans le monde d'ici à 2013 (30 000 emplois), afin de réduire les coûts de fonctionnement du groupe de 3,5 milliards de dollars. Elle se retirera également dans les pays possédant une concurrence accrue. En août 2011, Capital One acquiert les opérations de cartes bancaires aux États-Unis d'HSBC pour 2,6 milliards de dollars,,. Entre 2011 et 2013, le groupe HSBC a réduit ses effectifs de 50 000 employés et vendu plus de soixante-dix filiales,.
En 2012, l'Oman International Bank (5ᵉ banque du pays) fusionne ses opérations avec la branche omanaise de la HSBC (présente dans le pays depuis 1948) pour créer la HSBC Bank Oman,.
En décembre 2012, HSBC paie une amende de 1,92 milliard de dollars aux États-Unis dans le cadre de sa participation à un réseau de blanchiment d'argent en provenance de trafics de drogues.
En février 2015 le journal Le Monde en collaboration avec le consortium international des journalistes d'investigation (ICIJ) révèle une liste de 106,500 personnes morales ou physiques client d'HSBC ayant fraudé le fisc.
En juin 2015, HSBC annonce la suppression d'environ 50 000 postes d'ici 2017 dont la moitié via la vente de ses activités au Brésil et en Turquie, et près de 8 000 postes au Royaume-Uni sur les 48 000 qu'elle compte là-bas, avec une filialisation de ses activités de banques de détail au Royaume-Uni. Cette restructuration se fait en parallèle d'un objectif de développement de ses activités en Asie, d'un possible déplacement du siège social à Hong Kong et d'une réduction de ses activités dans la banque d'investissement,,. En juillet 2015, HSBC vend ses activités en Turquie, qui comprend 300 agences, à ING pour un montant compris entre 700 et 750 millions de dollars. En août 2015, HSBC vend ses activités au Brésil, qui représentent 854 agences et 21 000 employés, à Bradesco pour l'équivalent de 5,2 milliards de dollars.
En avril 2018 HSBC annonce la création d'une structure régionale unique pour sa banque privée en Europe, qui comprend ses activités au Royaume-Uni, dans les îles anglo-normandes, en France, en Allemagne, en Suisse et au Luxembourg. La nouvelle structure, baptisée HSBC Global Private Banking EMEA, est dirigée par Chris Allen, qui a été nommé directeur régional de la banque privée.
En aout 2019, la banque annonce la suppression de 4 000 emplois, soit 4% du montant total des salaires du groupe. Son directeur, John Flint, en poste depuis 18 mois, démissionne le même jour. Noel Quinn, chef de la division banque commerciale de HSBC, s'occupe de l'interim. Le 7 octobre 2019, ce sont finalement 10 000 emplois qui pourraient être supprimés selon une nouvelle annonce de la banque.
En mai 2021, HSBC annonce la vente de 90 agences sur les 148 que l’entreprise possède aux États-Unis pour se désengager de la banque de détail et ne garder que la banque privée. Le 19 juin 2021, HSBC annonce céder sa banque de détail en France au profit de My Money Group,, propriété du fonds vautour américain Cerberus. En août 2021, HSBC annonce l'acquisition des activités d'Axa à Singapour pour 575 millions de dollars, activité qu'il avait en partie vendu en 2012 à Axa. En mars 2022, HSBC annonce la vente de ses activités en Grèce, ayant 15 agences et 320 employés, à Pancreta Bank. En novembre 2022, la Banque royale du Canada annonce l'acquisition des activités canadiennes de HSBC pour 10 milliards de dollars américains.
Le 1er janvier 2024, HSBC cède son réseau de banque de détail en France à la société My Money Group (MMG) (géré par Cerberus),. En avril 2024, Grupo Financiero Galicia annonce l'acquisition des activités argentines d'HSBC pour 550 millions de dollars, HSBC qui subit une dépréciation d'un milliard liée à ses activités en Argentine.
Le 30 avril 2024, Noel Quinn, le PDG de la banque depuis près de 5 ans, annonce prendre son départ à la retraite.

## Activité

Implantations de HSBC dans le monde en 2013.

HSBC est une banque globale et multi métiers, présente sur les cinq continents, cotée à Londres, New York, Hong Kong et aux Bermudes. HSBC possède des filiales dans 66 pays. Notamment en France, en Allemagne, en Suisse, à Monaco, en Suède, aux États-Unis d'Amérique, en Russie, en Algérie, en Chine, en Inde, en Australie, en Arabie Saoudite, au Brésil, en Argentine, en Égypte.
HSBC émet 70 % des billets de banque de Hong Kong (les 30 % restants sont édités par la Bank of China et la Chartered Standard).
Ses activités se répartissent :
- banque de détail : 50,3 %
- banque commerciale : 28 %
- banque d'investissement, de financement et de marché : 18,6 %
- banque privée : 3,1 %

Fin 2013, le groupe gère 1 077 milliards d'euros d'encours de dépôts et 784,6 milliards d'euros d'encours de crédits.
Son activité se répartit selon :
- Europe (30,1 %)
- Amérique du Sud (17,4 %)
- Amérique du Nord (16,2 %)
- Hong Kong (16,9 %)
- Asie-Pacifique (15,3 %)
- Moyen-Orient (4,1 %)

Fin 2020, le groupe gère 1 642,8 MdsUSD d'encours de dépôts et 1 037,9 MdsUSD d'encours de crédits.
La répartition géographique du PNB est la suivante :
- Europe (32,1 %)
- Asie (46,9%)
- Amérique du Nord (11,1%)
- Amérique du Sud (5,3%)
- Moyen-Orient et Afrique du Nord (4,6%)

### Amérique du Nord

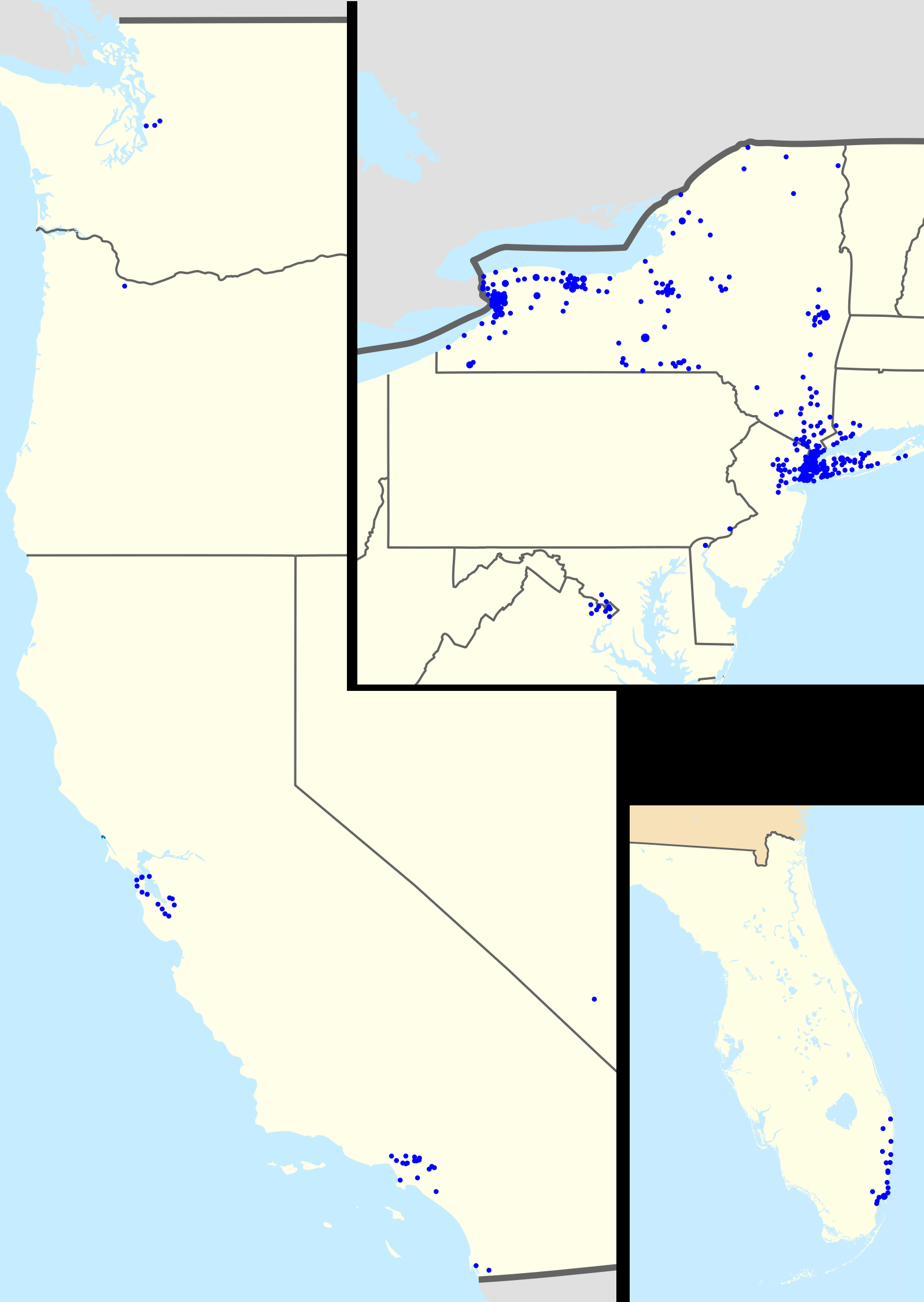
Carte des implantations de HSBC aux États-Unis en 2010.

Aux États-Unis, HSBC acquit la Midland Bank, anglaise, en 1992, qui incluait les banques Marine Midland basée à Buffalo dans l'État de New York. Après l'acquisition de la Republic New York Corporation en 1999, les bureaux principaux furent déplacés à New York, mais domiciliés dans le Delaware.

### Pérou
HSBC est présente à Arequipa, Chiclayo, Trujillo et Lima. La ville principale de HSBC Pérou est Lima.

### Suisse
HSBC Private Bank est présente à Genève, Zurich et Lugano. La ville principale de HSBC Suisse est Genève. Il s'agit de la filiale suisse d'HSBC « HSBC Private Bank » principalement impliqué dans le scandale Swissleaks.

### Grèce
HSBC Greece a été fondée en 1981 et son siège social est à Athènes.

### France
Le siège social de HSBC France est situé à Paris. Il y a toutefois des banques à Lyon, Toulouse et Marseille. HSBC France regroupait l'ensemble des banques de l'ancien groupe CCF racheté en 2000 et renommées en 2005 : UPB, Banque Hervet, Banque de Savoie, Banque Dupuy de Parseval, CCSO, Banque de Picardie, Banque Marze, Banque Pelletier, Banque de Baecque Beau. Si, grâce à sa nature, la banque s'adresse de base à une clientèle ayant des revenus substantiels ainsi qu'aux grandes entreprises, sa gamme de produits s'est grandement étoffée avec le temps pour tenter de concurrencer les banques françaises auprès du grand public.

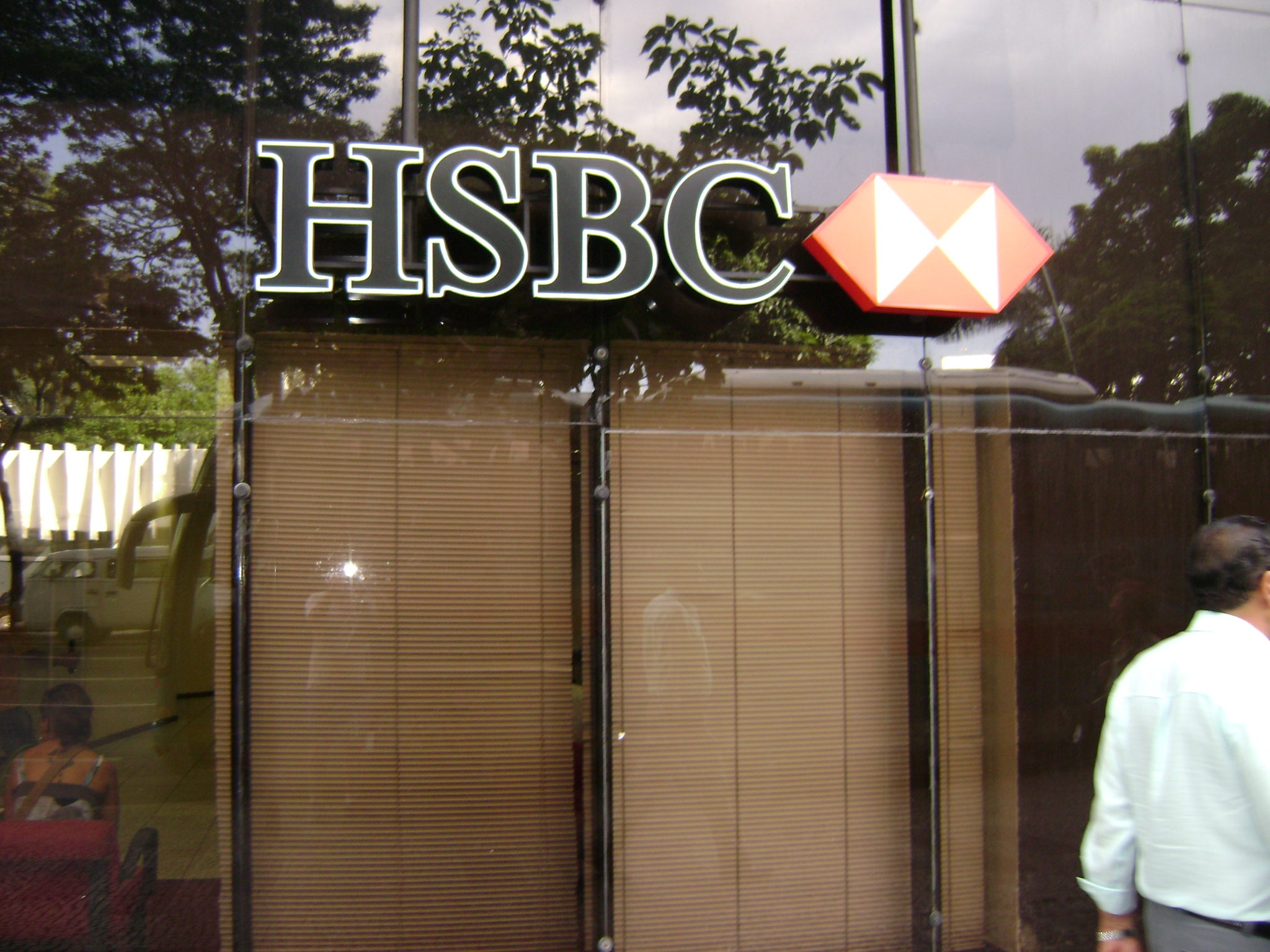
HSBC à Belo Horizonte.

Le 2 juillet 2008, HSBC revend aux Banques populaires les banques régionales françaises dont la Banque de Savoie, la Société marseillaise de crédit, la Banque Dupuy de Parseval, etc. Enfin, le 1er août de cette même année, l'UBP, la Banque Hervet, la Banque de Baecque Beau et la Banque de Picardie fusionnent avec l'ex-CCF pour ne composer qu'une seule banque juridique : HSBC France.
En 2021, la banque trouve un accord pour céder son réseau de banque au fonds Cerberus.

### Algérie
Le 24 mai 2007, le Conseil de la Monnaie et du Crédit a autorisé l’installation par HSBC France d’une succursale de banque dénommée HSBC Algeria disposant d’une dotation en capital de 2 500 000 000 DZD. Le 17 juin 2008, le gouverneur de la Banque d’Algérie a agréé la succursale de banque HSBC Algeria, qui a commencé ses activités le 3 août 2008, avec l’ouverture d’un siège et d’une agence à Alger (Pins Maritimes). Le 18 octobre 2009, le Conseil de la Monnaie et du Crédit a autorisé le transfert de la tutelle d'HSBC Algeria de HSBC France (HBFR) à HSBC Bank Middle East Limited (HBME).

## Actionnaires
Liste de principaux actionnaires au 8 octobre 2019.
| Ping An Asset Management              | 7,03 % |
| The Vanguard Group                    | 3,15 % |
| BlackRock Fund Advisors               | 2,34 % |
| Legal & General Investment Management | 2,33 % |
| Norges Bank Investment Management     | 1,98 % |
| BlackRock Investment Management       | 1,95 % |
| BlackRock Advisors                    | 0,93 % |
| Aberdeen Asset Investments            | 0,93 % |
| SSgA Funds Managemen                  | 0,93 % |
| State Street Global Advisors          | 0,82 % |

Liste de principaux actionnaires en 2020.
| Nom                                        | %      |
| Ping An Asset Management                   | 8,11 % |
| The Vanguard Group                         | 2,63 % |
| Norges Bank Investment Management          | 2,44 % |
| BlackRock Fund Advisors                    | 2,40 % |
| BlackRock Investment Management (UK) Ltd.  | 1,83 % |
| BlackRock Advisors (UK) Ltd.               | 1,17 % |
| Legal & General Investment Management Ltd. | 1,13 % |
| SSgA Funds Management, Inc.                | 1,07 % |
| Vanguard Global Advisers LLC               | 0,71 % |
| State Street Global Advisors Ltd.          | 0,70 % |

## Affaires et controverses
Le groupe HSBC est cité dans de nombreuses affaires d'ordre divers : blanchiment d’argent de la fraude fiscale ou de la drogue, scandales de manipulation des taux, vente de produits financiers toxiques.

### Violation d'embargo et relations avec les cartels mexicains
En juillet 2012, le Sénat des États-Unis accuse la banque HSBC « d’avoir facilité des opérations de financement des milieux terroristes, d’avoir blanchi des profits tirés du trafic de drogue et d’avoir contrevenu aux sanctions américaines contre l’Iran. » Après un an d'enquête, l’Office of the Comptroller of the Currency (OCC) affirme que 28 000 transactions sont susceptibles d'avoir été exécutées en violation de la loi américaine.
En décembre 2012, confrontée aux accusations de complicité de blanchiment d'argent appartenant à des cartels de la drogue au Mexique et de financement du terrorisme au Moyen-Orient, HSBC a accepté de payer une amende d'un montant de 1,9 milliard de dollars. Cette amende devrait mettre fin à plusieurs enquêtes menées par le Trésor, le département américain de la Justice et des agences fédérales. Le Monde résume ainsi l'issue du procès :

« La banque a tout avoué. Des guichets avaient été ouverts pour blanchir les valises de billets des narco-trafiquants. Puis le cash était convoyé par avions et véhicules blindés jusqu’aux Etats-Unis. Le trafic a duré sept ans, de 2003 à 2010, admis sinon couvert par les dirigeants. Comme ont été aussi tolérés les liens d’affaires avec des organisations suspectées de soutien au terrorisme, dont la banque d’Arabie saoudite Al Rajhi, proche d'Al-Qaïda. L’affaire est très grave. Mais elle se solde par une amende. Une sanction vite payée, vite oubliée donc. »

En 2013, la sénatrice du Massachusetts Elizabeth Warren, scandalisée par la ridicule amende dont écope HSBC pour son soutien actif aux cartels colombiens, déclare « Combien de milliards de dollars faut-il blanchir, combien d’embargos faut-il violer pour qu’on envisage enfin de fermer une banque comme celle-ci ? ».

### Manipulation des taux
En novembre 2014, après une enquête de la Financial Conduct Authority (Royaume-Uni), de la Finma (Suisse), de la Commodity Futures Trading Commission (États-Unis) et de l'Office of the Comptroller of the Currency (États-Unis), HSBC et plusieurs autres banques sont reconnues coupables de manipulation de taux servant de référence aux activités financières (Libor, Euribor, etc.), et condamnées à payer une amende de 4,2 milliards de dollars.
Un ancien haut responsable de la banque est arrêté en juin 2017 par la police britannique, accusé de délit d'initié sur le marché des changes. Il est cependant libéré après versement d'une caution. En octobre 2017, un autre haut dirigeant de la banque, ancien responsable Monde du courtage des devises, est reconnu coupable de fraude après un procès aux États-Unis.

### SwissLeaks: Blanchiment d'argent sale et évasion fiscale

#### Évasion fiscale organisée
« SwissLeaks » est le nom donné à la révélation par plusieurs médias dans le monde, en février 2015, d'un système international de fraude fiscale et de blanchiment d'argent mis en place par la banque britannique HSBC à partir de la Suisse.
Elle étend l'affaire des évadés fiscaux, révélée dès 2008 par l'informaticien Hervé Falciani, pour laquelle il est poursuivi par les autorités suisses pour vol de données. En février 2014, le journal Le Monde reçoit une clé USB contenant les archives numérisées de la banque entre novembre 2006 et mars 2007, et engage une enquête d'un an, qui mobilise 154 journalistes de 47 pays et d'une soixantaine de médias internationaux, coordonnés par l'International Consortium for Investigative Journalism (ICIJ), consortium de journalistes d’investigation,. En Suisse, les journaux Le Temps, Le Matin Dimanche, le Tages-Anzeiger, le SonntagsZeitung et L'Hebdo décident de participer à l'opération, et mettent en place le site Swissleaks.net.
Le montant de la fraude fiscale orchestrée par HSBC s'élèverait à 180 milliards d'euros, qui ont transité par les comptes HSBC de plus de 100 000 clients à Genève et de 20 000 sociétés offshore. Les clients impliqués sont notamment des trafiquants d’armes, des chefs d’entreprise, des criminels internationaux, des hommes politiques, des souverains, des sportifs de haut niveau ou encore des stars du show-business,.
Dans cette enquête, les journalistes de l'ICIJ révèlent que les documents examinés « mettent aussi fin au mythe selon lequel les banquiers suisses ne savaient rien, ou presque, du statut fiscal des comptes qu’ils géraient » et que « l’argent non déclaré a toujours été au cœur des discussions entre les banques et leurs clients […]. Tout a été fait pour que les fonds soustraits au fisc le restent. À la demande des clients, mais aussi à l’initiative des banquiers eux-mêmes ».
Le 18 février 2019, la HSBC Private Bank est poursuivie en justice par 400 investisseurs demandant 150 millions de livres sterlling dans le cadre d'un montage de financement de films Disney qui profitait de réductions de taxe par le gouvernement britannique

#### Relais financier du terrorisme islamiste
L'affaire SwissLeaks a aussi permis de mettre au jour la complicité de la banque HSBC dans le blanchiment de l'argent finançant le terrorisme islamiste international. Plusieurs des « sponsors » reconnus d'Oussama Ben Laden figurent ainsi sur la liste des clients d'HSBC, mais la révélation de ce système dès 2002 (à l'issue des enquêtes post-11 septembre) n'avait pas entraîné de réaction de la banque, ces clients se livrant encore à d'importants mouvements de fonds en 2006, à hauteur de plusieurs dizaines de millions de dollars. La banque se contenta de déclarer aux journalistes que « HSBC Private Bank a accueilli un certain nombre de clients qui n'étaient pas entièrement en règle avec leurs obligations fiscales » alors que le quotidien suisse Le Temps affirme que « HSBC ne pouvait ignorer que ces personnalités étaient suspectées de financer le terrorisme ». Le quotidien suisse Tages Anzeiger explique qu'il existe « au moins trois cas où il s'avère que HSBC a poursuivi la relation bancaire avec des clients soupçonnés publiquement d'avoir financé le terrorisme ».

#### Pressions sur la presse
Au Royaume-Uni la direction de HSBC fait pression sur la presse en la menaçant de couper toutes ses publicités aux journaux qui parlent du scandale.
Le journal The Guardian, fer de lance des révélations sur l'affaire SwissLeaks en Grande-Bretagne révèle que HSBC a suspendu ses investissements publicitaires dans ses pages. Le journal The Telegraph qui avait publié des informations sur les comptes offshore de clients de HSBC à Jersey se voit supprimer ses publicités.
Des journalistes se voient même ordonner de supprimer toutes les informations, tous les courriels, tous les articles en lien direct ou indirect avec HSBC.
L'éditorialiste en chef du journal Daily Telegraph, Peter Oborne, proteste et claque la porte du journal en accusant la direction de tromperie envers les lecteurs et en leur reprochant de céder à la pression de HSBC. Peter Oborne réclame une enquête indépendante et déclare « Il est anormal de placer les intérêts d'une grande banque internationale au-dessus de son devoir d'informer les lecteurs ».

#### Amende
Après 5 ans d'enquête, HSBC Private Bank doit payer une amende de 294,4 millions d'euros.

### Panama Papers
Les « Panama Papers » désignent la fuite de plus de 11,5 millions de documents confidentiels issus du cabinet d'avocats panaméen Mossack Fonseca, détaillant des informations sur plus de 214 000 sociétés offshore servant d'intermédiaires d'évasion fiscale, ainsi que les noms des actionnaires de ces sociétés. Parmi eux se trouvent des hommes politiques, des milliardaires, des sportifs de haut niveau ou des célébrités, mais aussi des banques, notamment la Société Générale et HSBC, cette dernière étant selon Le Monde la banque qui a eu le plus recours à Mossack Fonseca, avec 2 300 entités offshore créées.
La révélation de ces montages financiers met à mal la crédibilité des déclarations d'HSBC à l'issue de l'affaire SwissLeaks, quand elle déclarait que « HSBC (Suisse) a entamé une transformation radicale en 2008 pour empêcher que ses services soient utilisés pour frauder le fisc ou blanchir l'argent sale ».

### Déforestation

#### Malaisie
Dans le rapport intitulé "In the Future There Will Be No Forests Left" produit par Global Witness, la banque est également accusée de soutenir les sept plus grands conglomérats malais responsables de la déforestation rapide dans l'état de Sarawak en Malaisie, sans certification FSC. La banque a refusé de divulguer le nom de ses clients, soulignant la nécessité de la confidentialité commerciale. La banque nie que ses clients violent la politique sur les forêts et les produits forestiers. Pourtant, une nouvelle enquête l'accuse d'ignorer ses propres politiques écologiques[source insuffisante].

#### Indonésie
Depuis 2012, HSBC a participé à des consortiums qui ont financé à hauteur de 18,3 milliards de dollars six entreprises dans les activités d’exploitation et plantations de palmiers à huile, de zones forestières, et de la page à papier mettant des niches écologiques et populations en danger. Même si HSBC nie les affirmations, Greenpeace a compilé de multiples sources établissant un lien entre l'entreprise et ses clients. Dans l'émission Cash Investigation du 25 janvier 2017 « Razzia sur le bois » au tiers centrée sur ce pays, l'implication de la banque est soulignée. En fin d'émission sont évoqués des montants en milliards de dollars pour des politiques dévastatrices à très grande échelle, puis des erreurs graves dans les mesures correctrices se voulant éco-responsables.

## Communication
HSBC est le sponsor officiel des séries mondiales de rugby à sept, autant en catégorie masculine que féminine, depuis la saison 2009-2010. HSBC est aussi le sponsor maillot des Lions britanniques et irlandais et du Hong Kong Sevens, tournoi de rugby à sept de Hong Kong, ainsi que des équipes de rugby à XV et à sept de cet état et les BWF Super Series de badminton.

### Formule 1
HSBC fut également sponsor dans le monde de la Formule 1. Lorsqu'en 1997 l'écurie Stewart Grand Prix, fondée par le triple champion du monde Jackie Stewart et son fils Paul, débarque en F1, HSBC devient sponsor-titre de l'équipe. Cette dernière roule donc sous le nom "HSBC Malaysia Stewart Ford" pour sa première saison avant de devenir simplement "HSBC Stewart Ford" jusqu'en 1999. Lors de cette dernière saison, l'écurie remporte sa seule victoire avec Johnny Herbert au Grand Prix d'Europe, ce qui constitue aussi l'unique victoire d'HSBC en F1. À la fin de la saison 1999, Ford, jusqu'ici motoriste de l'écurie, décide de racheter cette dernière et d'engager une de ses marques, Jaguar. HSBC continue d'être impliqué comme sponsor mais son nom n'est plus dans celui de l'équipe qui s'intitule simplement "Jaguar Racing". HSBC est présente sur une grande partie de la carrosserie avec son logo, sur les pontons et l'aileron arrière.

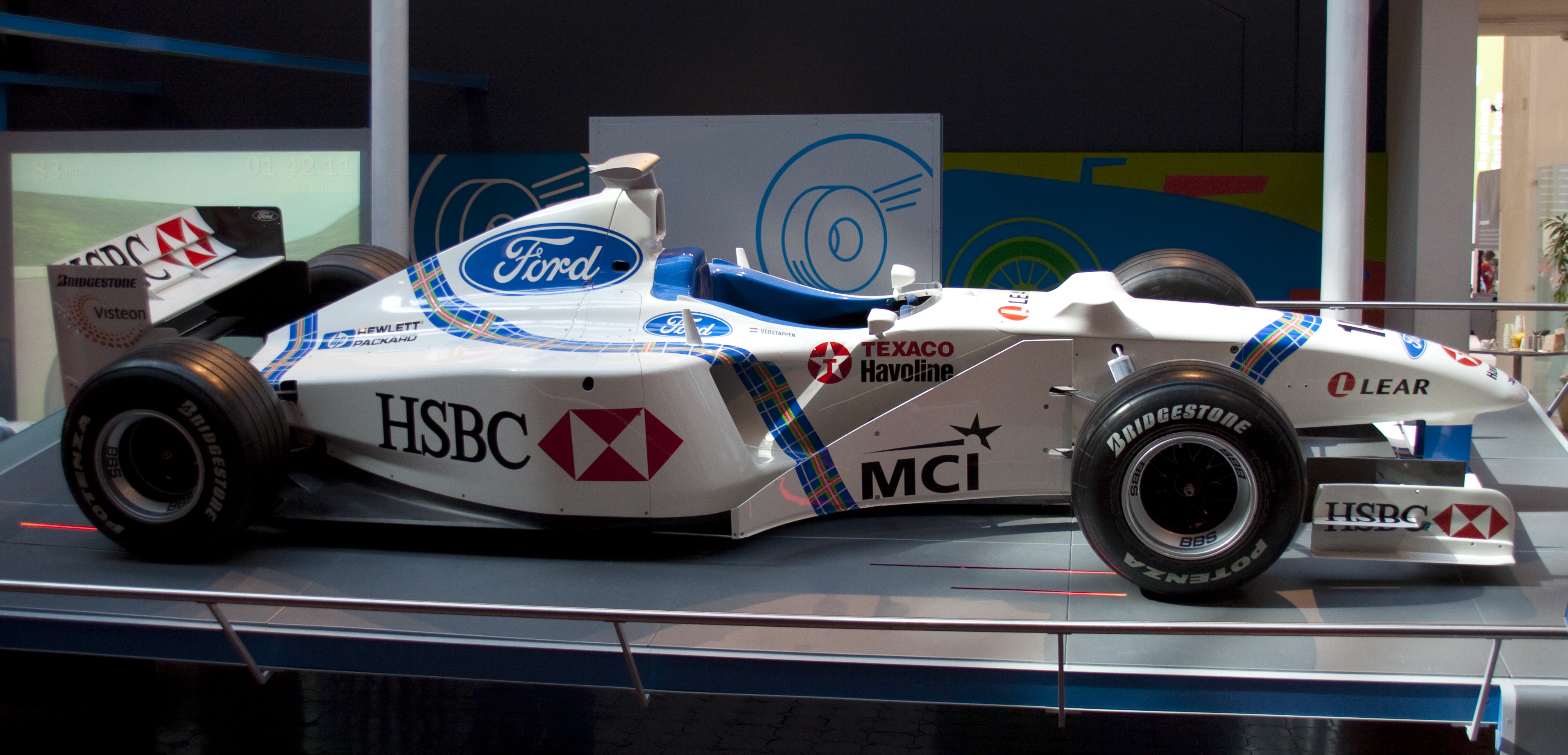
Stewart SF02 de la saison 1998 de Formule 1

Mais fin 2004, après 5 saisons médiocres loin des attentes, Ford décide de se désengager de la Formule 1 et vend son écurie à la marque de boisson énergisante Red Bull. Après avoir participé dans l'aventure de deux écuries en F1, HSBC, qui prévoyait déjà de partir avant la vente, décide de ne pas poursuivre avec la nouvelle équipe Red Bull Racing en 2005.
Les raisons sont multiples mais la principale est la baisse d'audience de la Formule 1 lors des dernières années, notamment à cause de la domination de la Scuderia Ferrari et de son pilote Michael Schumacher. Ce facteur, associé aux performances décevantes de Jaguar, ne permet donc plus de justifier jusqu'à 18 millions d'euros par an de sponsoring, rien que pour la F1.
Mais HSBC n'abandonne pas non plus totalement l'idée de rester en Formule 1. En 2004 déjà, HSBC avait ambitionné d'accoler son nom au tout premier Grand Prix de Chine de l'histoire. Mais c'est finalement le groupe pétrolier chinois Sinopec qui rafle la mise. Après des rumeurs les envoyant chez McLaren pour 2005, mais qui n'aboutissent pas, HSBC se retire définitivement des grilles de F1 après huit saisons.
En 2022, il est annoncé que le premier pilote de F1 chinois de l'histoire, Zhou Guanyu, qui a fait ses débuts quelques mois plus tôt, devient ambassadeur de la filiale chinoise d'HSBC. Le partenariat est renouvelé pour la saison 2023 puis 2024.
En 2023, la filiale britannique de la banque devient le sponsor de la couverture de la Formule 1 par Channel 4, le diffuseur en clair au Royaume-Uni du championnat du monde, avec des publicités avant les courses. La transaction est estimée entre 1,3 et 1,6 millions de livres.
En 2025, la banque fait son retour sur la grille au sein d'une écurie avec Racing Bulls. Son logo apparait sur la monoplace des pilotes, ce qui est permis par le sponsoring de l'équipe par Visa, l'un des partenaires de la banque.

## Identité visuelle
Le logo de HSBC est instauré en 1983. En avril 2018, le logo est modifié, avec un changement de typographie.

Logo de 1983 à 2018.
Logo depuis 2018.